# 福岡法務局
福岡法務局（ふくおかほうむきょく）は、福岡市にある法務省の地方支分部局で、福岡県を管轄している。なお、局長は管内の地方法務局を指揮監督する。また、直接の登記事務の管轄（本局としての管轄）として、不動産登記は福岡市（東区、博多区、中央区、南区）、那珂川市、商業・法人登記は福岡市、大牟田市、久留米市、飯塚市、柳川市、八女市、筑後市、大川市、小郡市、筑紫野市、春日市、大野城市、宗像市、太宰府市、古賀市、福津市、うきは市、嘉麻市、朝倉市、みやま市、糸島市、那珂川市、糟屋郡（宇美町、篠栗町、志免町、須恵町、新宮町、久山町、粕屋町）、嘉穂郡（桂川町）、朝倉郡（筑前町、東峰村）、三井郡（大刀洗町）、三潴郡（大木町）、八女郡（広川町）を管轄している。

## 管内支局・出張所
- 本局：福岡市中央区舞鶴三丁目5番25号

（2017年1月10日に舞鶴3-9-15から現在地に移転）
- - 西新出張所：福岡市早良区祖原14番15号
  - 粕屋出張所：福岡県糟屋郡粕屋町長者原東六丁目15番1号
  - 福間出張所：福岡県福津市手光南二丁目3番28号
- 筑紫支局：福岡県筑紫野市二日市中央五丁目14番7号
- 朝倉支局：福岡県朝倉市菩提寺480番地6
- 飯塚支局：福岡県飯塚市芳雄町13番6号（飯塚合同庁舎）
- 直方支局：福岡県直方市新町二丁目1番24号
- 久留米支局：福岡県久留米市城南町21番地5
- 柳川支局：福岡県柳川市一新町1番地9
- 八女支局：福岡県八女市稲富127番地
- 北九州支局：福岡県北九州市小倉北区城内5番1号
  - 八幡出張所：福岡県北九州市八幡西区樋口町7番1号
- 行橋支局：福岡県行橋市大橋二丁目22番10号
- 田川支局：福岡県田川市中央町4番20号

かつてあった支局・出張所
- 大牟田出張所 : 2007年3月26日 柳川支局に統合
- 前原出張所 : 2008年10月14日 西新出張所に統合
- 吉井支局 : 2011年1月31日 久留米支局に統合
- 箱崎出張所 : 2018年2月13日 福岡市東区については本局に、糟屋郡久山町については粕屋出張所にそれぞれ分割統合

## 管内地方法務局

### 佐賀地方法務局
佐賀地方法務局（さがちほうほうむきょく）は、佐賀市にある法務省の地方支分部局で、佐賀県を管轄している。また、直接の登記事務の管轄（本局としての管轄）として、不動産登記は佐賀市、多久市、小城市、神埼市を管轄している。

#### 管内支局・出張所
- 本局：佐賀県佐賀市城内2丁目10番20号（佐賀合同庁舎）
  - 鳥栖出張所：佐賀県鳥栖市秋葉町3丁目26番地1
- 武雄支局：佐賀県武雄市武雄町大字昭和832番地
- 伊万里支局：佐賀県伊万里市立花町1542番地14
- 唐津支局：佐賀県唐津市千代田町2109番地63

### 長崎地方法務局
長崎地方法務局（ながさきちほうほうむきょく）は、長崎市にある法務省の地方支分部局で、長崎県を管轄している。また、直接の登記事務の管轄（本局としての管轄）として、長崎市、西彼杵郡（時津町、長与町）を管轄している。

#### 管内支局・出張所
- 本局：長崎県長崎市万才町8番16号
- 諫早支局：長崎県諫早市幸町4番12号
- 島原支局：長崎県島原市城内1丁目1204番地
- 佐世保支局：長崎県佐世保市木場田町2番19号
- 平戸支局：長崎県平戸市岩の上町1509番地7
- 五島支局：長崎県五島市紺屋町1番1号
- 壱岐支局：長崎県壱岐市郷ノ浦町本村触624番地2
- 対馬支局：長崎県対馬市厳原町東里341番地42

### 大分地方法務局
大分地方法務局（おおいたちほうほうむきょく）は、大分市にある法務省の地方支分部局で、大分県を管轄している。また、直接の登記事務の管轄（本局としての管轄）として、不動産登記は大分市、別府市、由布市、臼杵市を管轄している。

#### 管内支局・出張所
- 本局：大分県大分市荷揚町7番5号（大分法務総合庁舎）
- 杵築支局：大分県杵築市大字杵築665番地137
- 佐伯支局：大分県佐伯市野岡町二丁目13番25号
- 竹田支局：大分県竹田市大字会々1525番地8
- 中津支局：大分県中津市大字中殿550番地20
- 宇佐支局：大分県宇佐市大字上田1055番地1
- 日田支局：大分県日田市田島二丁目11番46号
- かつてあった支局・出張所
  - 鶴崎出張所・別府出張所：2011年3月22日に本局へ統合
  - 臼杵支局：2012年9月18日に本局へ統合

### 熊本地方法務局
熊本地方法務局（くまもとちほうほうむきょく）は、熊本市にある法務省の地方支分部局で、熊本県を管轄している。また、直接の登記事務の管轄（本局としての管轄）として、不動産登記は熊本市、上益城郡（益城町、御船町、嘉島町、甲佐町、山都町）を管轄している。

#### 管内支局・出張所
- 本局：熊本県熊本市中央区大江3丁目1-53（熊本第二合同庁舎）
- 阿蘇大津支局：熊本県菊池郡大津町引水710-5
- 宇土支局：熊本県宇土市北段原町15
- 玉名支局：熊本県玉名市岩崎273
- 山鹿支局：熊本県山鹿市山鹿970
- 八代支局：熊本県八代市西松江城町11-11
- 人吉支局：熊本県人吉市土手町36-1
- 天草支局：熊本県天草市諏訪町14-35
- かつてあった支局・出張所
  - 熊本南出張所
  - 御船支局

いずれも本局に統合。

### 宮崎地方法務局
宮崎地方法務局（みやざきちほうほうむきょく）は、宮崎市にある法務省の地方支分部局で、宮崎県を管轄している。また、直接の登記事務の管轄（本局としての管轄）として、不動産登記は宮崎市、東諸県郡（国富町、綾町）を管轄している。

#### 管内支局・出張所
- 本局：宮崎県宮崎市別府町1番1号
  - 高鍋出張所：宮崎県児湯郡高鍋町大字上江字高月8340番地
- 都城支局：宮崎県都城市上町2街区11号
  - 小林出張所：宮崎県小林市細野266番地1
- 延岡支局：宮崎県延岡市大貫町1丁目2915
- 日南支局：宮崎県日南市飫肥3丁目6番2号

### 鹿児島地方法務局
鹿児島地方法務局（かごしまちほうほうむきょく）は、鹿児島市にある法務省の地方支分部局で、鹿児島県を管轄している。また、直接の登記事務の管轄（本局としての管轄）として、不動産登記は鹿児島市、日置市、指宿市、鹿児島郡（三島村、十島村）を管轄している。

#### 管内支局・出張所
- 本局：鹿児島市鴨池新町1番2号
  - 種子島出張所：鹿児島県西之表市西之表16314番地6
  - 屋久島出張所：鹿児島県熊毛郡屋久島町宮之浦1593番地2
- 霧島支局：鹿児島県霧島市国分中央３丁目42番1号
- 知覧支局：鹿児島県南九州市知覧町郡5405番地
  - 南さつま出張所：鹿児島県南さつま市加世田本町50番地19
- 川内支局：鹿児島県薩摩川内市若葉町4番24号（川内地方合同庁舎）
  - 出水出張所：鹿児島県出水市緑町36番1号
- 鹿屋支局：鹿児島県鹿屋市西原4丁目5番1号（鹿屋合同庁舎）
  - 曽於出張所：鹿児島県曽於市大隅町岩川6491番地2（大隅合同庁舎）
- 奄美支局：鹿児島県奄美市名瀬入舟町23番1号
- かつてあった支局・出張所
  - 徳之島出張所・沖永良部出張所・与論出張所：2012年1月30日に奄美支局へ統合

### 那覇地方法務局
那覇地方法務局（なはちほうほうむきょく）は、那覇市にある法務省の地方支分部局で、沖縄県を管轄している。また、直接の登記事務の管轄（本局としての管轄）として、不動産登記は那覇市、豊見城市、糸満市、南城市、島尻郡（八重瀬町、南大東村、北大東村、渡嘉敷村、渡名喜村、粟国村、座間味村、久米島町、与那原町、南風原町）、中頭郡（西原町）を管轄している。

#### 管内支局・出張所
- 本局：沖縄県那覇市樋川1-15-15
- 沖縄支局：沖縄県沖縄市知花6-7-5
  - 宜野湾出張所：沖縄県宜野湾市伊佐4-1-20
- 名護支局：沖縄県名護市字宮里452-3
- 宮古島支局：沖縄県宮古島市平良字下里1016
- 石垣支局：沖縄県石垣市字登野城55-4

## 問題点
登記完了日の大幅遅延
2024年8月時点で、法務局が自ら設定した登記完了予定日を過ぎても登記が完了しておらず、司法書士がせっつくと「今から見ます」「調査にすら入っていない」と回答する状況が続いている